# Serra del Corb (Santa Coloma de Farners)
La Serra del Corb és una serra situada entre els municipis de Santa Coloma de Farners i de Sant Hilari Sacalm a la comarca de la Selva, amb una elevació màxima de 856 metres.